# ستارغيت (فريق إنتاج)
ستارقيت هو فريق منتج وكاتب أغاني من النرويج حائز على جائزة الغرامي , أعضاء الفريق هم : (ميكيل ستورلير اريكسن) + (تور إريك هيرمانسين) و العضو السابق من الفرقة (هالجير روستان) , نوع الأغاني الذي يكتبونها وينتجونها الفريق هي بوب , آر أند بي , هيب-هوب , أنتجوا لمغنيين كثيرين ومنهم : ريانا , كاتي بيري , بيونسي نولز , ني-يو , جينيفر لوبيز , شاكيرا .

## روابط خارجية
- ستارقيت على موقع IMDb (الإنجليزية)
- ستارقيت على موقع ميوزك برينز (الإنجليزية)
- ستارقيت على موقع أول ميوزيك (الإنجليزية)
- ستارقيت على موقع ديسكوغز (الإنجليزية)